# ناحیه بوغنی
ناحیه بوغنی (به عربی: دائرة بوغنی) یک ناحیه در الجزایر است که در استان تیزی وزو واقع شده‌است.